# Hexacladia
Hexacladia is een geslacht van vliesvleugeligen uit de familie Encyrtidae. De wetenschappelijke naam van dit geslacht is voor het eerst geldig gepubliceerd in 1891 door Ashmead.

## Soorten
Het geslacht Hexacladia omvat de volgende soorten:
- Hexacladia adega Noyes, 2010
- Hexacladia blanchardi De Santis, 1964
- Hexacladia dymas Noyes, 2010
- Hexacladia eda Noyes, 2010
- Hexacladia fala Noyes, 2010
- Hexacladia felas Noyes, 2010
- Hexacladia glaucus Noyes, 2010
- Hexacladia gwydion Noyes, 2010
- Hexacladia hilaris Burks, 1972
- Hexacladia impiros Noyes, 2010
- Hexacladia koebelei (Perkins, 1907)
- Hexacladia leptoglossi Burks, 1972
- Hexacladia linci Rasplus, 1990
- Hexacladia mantua Noyes, 2010
- Hexacladia mardor Noyes, 2010
- Hexacladia maryae Noyes, 2010
- Hexacladia mensia Noyes, 2010
- Hexacladia philyra Noyes, 2010
- Hexacladia quiros Noyes, 2010
- Hexacladia saticula Noyes, 2010
- Hexacladia smithii Ashmead, 1891
- Hexacladia supina Noyes, 2010
- Hexacladia timola Noyes, 2010
- Hexacladia torone Noyes, 2010
- Hexacladia townsendi (Crawford, 1911)
- Hexacladia xenopa Noyes, 2010